# نیکولا شارتیه
نیکولا شارتیه (فرانسوی: Nicolas Chartier‎؛ زادهٔ ۱۹۷۴) تهیه‌کننده فیلم اهل فرانسه است. وی همچنین برندهٔ جوایزی همچون جایزه اسکار بهترین فیلم و جایزه انجمن تهیه‌کنندگان آمریکا برای بهترین فیلم شده‌است.

## گزیده فیلم‌شناسی
- ۲۰۲۰ - ایوا (تهیه‌کننده)
- ۲۰۱۹ - پس از آن (مدیر اجرایی تولید)
- ۲۰۱۹ - پروفسور و مرد دیوانه (تهیه‌کننده)
- ۲۰۱۹ - فوق‌العاده شرور، به طرز وحشتناکی شیطانی و پست (تهیه‌کننده)
- ۲۰۱۸ - به خانه خوش آمدید (تهیه‌کننده)
- ۲۰۱۸ - تحریف‌شده (مدیر اجرایی تولید)
- ۲۰۱۸ - من احساس زیبایی می‌کنم (تهیه‌کننده)
- ۲۰۱۸ - جانور بارکش (مدیر اجرایی تولید)
- ۲۰۱۸ - تیتان (مدیر اجرایی تولید)
- ۲۰۱۷ - روزی روزگاری در ونیز (تهیه‌کننده)
- ۲۰۱۷ - مراقب باشید (تهیه‌کننده)
- ۲۰۱۷ - رودخانه ویند (مدیر اجرایی تولید)
- ۲۰۱۶ - مرد خانواده (تهیه‌کننده)
- ۲۰۱۶ - دست‌نوشته محرمانه (مدیر اجرایی تولید)
- ۲۰۱۶ - غول‌آسا (تهیه‌کننده)
- ۲۰۱۶ - آی.تی. (تهیه‌کننده)
- ۲۰۱۶ - آقای چرچ (از تهیه‌کنندگان)
- ۲۰۱۵ - پدران و دختران (تهیه‌کننده)
- ۲۰۱۵ - تسویه حساب با روح (تهیه‌کننده)
- ۲۰۱۵ - قصه عشق و تاریکی (مدیر اجرایی تولید)
- ۲۰۱۴ - بازی آرام نقش (تهیه‌کننده)
- ۲۰۱۴ - پینه‌دوز (مدیر اجرایی تولید)
- ۲۰۱۴ - کشتن خوب (تهیه‌کننده)
- ۲۰۱۴ - دفن کردن دوست‌دختر سابق (مدیر اجرایی تولید)
- ۲۰۱۳ - نیروی اعدام (تهیه‌کننده)
- ۲۰۱۳ - باشگاه خریداران دالاس (مدیر اجرایی تولید)
- ۲۰۱۳ - قضیه صفر (تهیه‌کننده)
- ۲۰۱۳ - چارلی کانتریمن (مدیر اجرایی تولید)
- ۲۰۱۳ - دان جان (مدیر اجرایی تولید)
- ۲۰۱۲ - نسل ام... (مدیر اجرایی تولید)
- ۲۰۱۱ - جوی قاتل (تهیه‌کننده)
- ۲۰۱۰ - افشاگر (مدیر اجرایی تولید)
- ۲۰۰۹ - نگهبان (مدیر اجرایی تولید)
- ۲۰۰۸ - مهلکه (تهیه‌کننده)
- ۲۰۰۱ - گیسوکمند (دستیار تهیه‌کننده)